# Индустријска зона Пропецано (Терамо)
Индустријска зона Пропецано је насеље у Италији у округу Терамо, региону Абруцо.
Према процени из 2011. у насељу је живело 8 становника. Насеље се налази на надморској висини од 166 м.